# Prototypage rapide
Le prototypage rapide est une méthode de fabrication commandée par ordinateur, généralement par superposition, qui regroupe un ensemble d’outils, lesquels, agencés entre eux, permettent d’aboutir à des projets de représentation intermédiaire de la conception de produits : les modèles numériques (au sens géométrie du modèle), les maquettes, les prototypes et les préséries.
Le prototypage rapide peut se définir comme « une gamme de nouvelles technologies pour produire en quelques heures des pièces avec précision directement à partir de modèles de Conception Assistée par Ordinateur, avec de petits besoins en intervention humaine ».
Le prototypage rapide peut désigner la fabrication additive (couramment appelée « impression 3D »), des méthodes soustractives (par exemple fraisage ou tournage) ou de thermoformage.
Ces modèles contribuent à valider les différentes fonctions que doit remplir le produit (fonctions de signe, d’usage, d’échange et de productibilité).

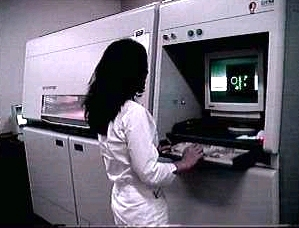
Imprimante 3D utilisée pour faire du prototypage rapide permettant de créer des objets via un système laser piloté par ordinateur (frittage laser).

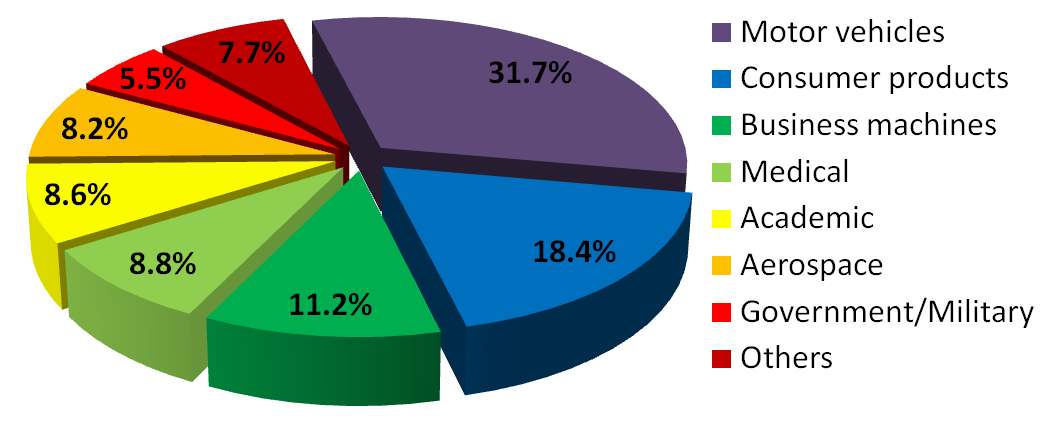
Parts respectives des secteurs utilisant le prototypage rapide dans le monde (année 2000).

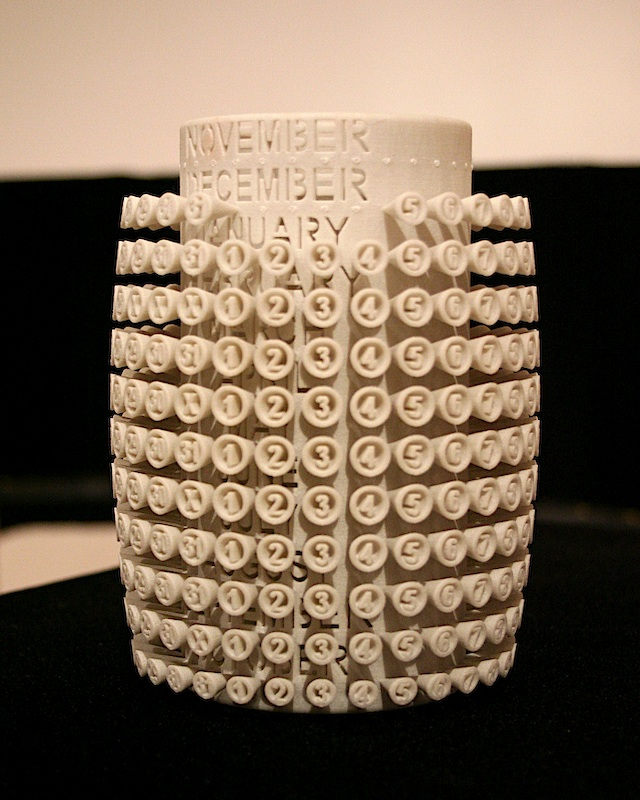
Autre exemple d'objet complexe produit par prototypage rapide.

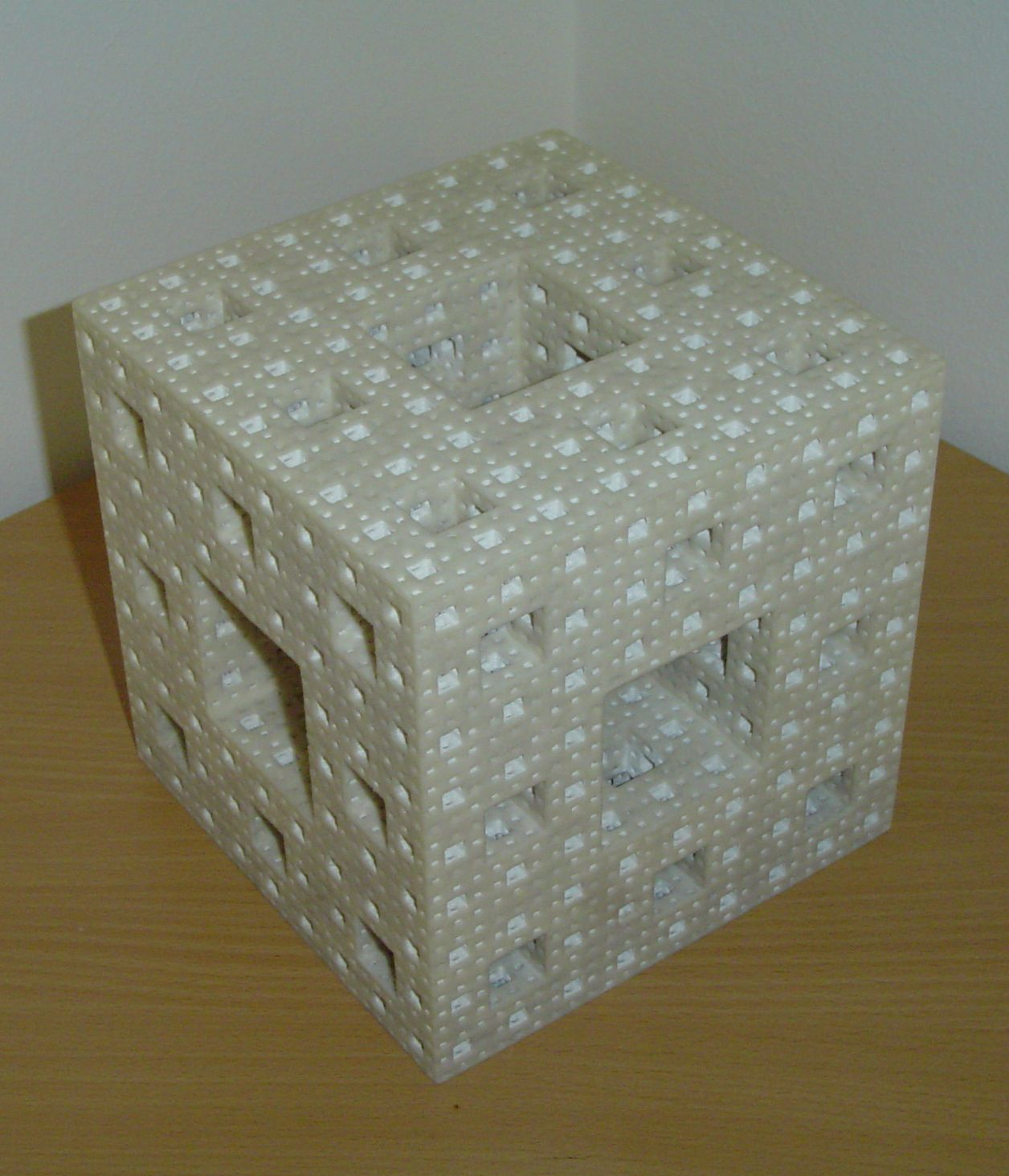
La fusion laser permet de produire des formes complexes contenant de nombreux vides intérieurs.

Exemple de prototypage appliqué à l'automobile.

## Concept
Le prototypage rapide intègre trois notions essentielles : le temps, le coût et la complexité des formes.
- Temps : l’objectif du prototypage rapide est de réaliser rapidement les modèles, dans un but de réduction des temps de développement des produits.
- Coût : le prototypage rapide permet de réaliser des prototypes sans qu’il soit nécessaire de recourir à des outillages coûteux, tout en garantissant les performances du produit final. On est donc en mesure d’explorer différentes variantes du produit en cours d’élaboration afin de retenir la solution la plus appropriée.
- Complexité des formes : les machines à commande numérique modernes (CNC de fraisage, imprimantes 3D,...) sont capables de réaliser des formes extrêmement complexes (inclusion, cavité…), irréalisables par des procédés tels que l’usinage par exemple.

## Moyens informatiques
Ils prennent une place croissante dans le prototypage rapide. Ce sont :
- la rétro-ingénierie (systèmes d’acquisition de formes associés aux logiciels de reconstruction des surfaces) ;
- la conception assistée par ordinateur (CAO), les procédés de fabrication par ajout et par enlèvement de matière ;
- des post-traitements.

## Techniques d'obtention d'un prototype

### Fabrication additive
Cette section devrait être déplacée dans l'article Impression 3D.
Pour plus d’informations, se reporter en page de discussion. (novembre 2014)
La plus accessible des techniques de prototypage rapide est la fabrication additive.
Elle comprend :
- la stéréolithographie ; dans un bain de plastique liquide et le polymérise à l'aide d'un faisceau de lumière (laser, UV, IR...) (on parle de photopolymérisation (SLA en anglais)) ;
- le dépôt de fil fondu (FDM) : dépôt mécanique de matière plastique par couches successives. La machine dépose un fil de plastique par l'intermédiaire d'une buse. Le procédé est mécanique ;
- l'impression sable : Comme le dépôt de fil fondu, il s'agit d'un dépôt mécanique de matière par couche successives, cela permet de fabriquer des moules en sable (fonderie) pour fabriquer des pièces métalliques (bonne matière)[3] ;
- la Construction Laser Directe par couches successives : fusion de poudres métalliques injectées coaxialement à un faisceau laser de puissance pour réaliser des dépôts métalliques par couches successives ;
- le frittage laser, dans un bac de plastique en fine poudre et le fritte (on parle de frittage sélectif, fusion des grains de cette poudre plastique, sigle SLS en anglais).

#### Cas du prototypage rapide par dépôt de fil - FDM (fused deposition Modeling)
Cette section devrait être déplacée dans l'article Impression 3D.
Pour plus d’informations, se reporter en page de discussion. (novembre 2014)
Cette technique consiste à faire fondre une résine (généralement un thermoplastique type ABS) à travers une buse chauffée à haute température. Un filament en fusion (de l'ordre du dixième de millimètre) en sort. Ce fil est déposé en ligne et vient se coller par fusion sur ce qui a été déposé au préalable.
Ces machines sont destinées aussi bien au prototypage rapide qu'à la production numérique directe, un marché en développement. Le gros intérêt du FDM est de permettre de créer des pièces en bonne matière, disposant de caractéristiques mécaniques, thermiques et d'une stabilité identiques aux pièces thermoplastiques injectées. Cette technique a également un avantage important concernant la structure de support nécessaire à la production des pièces, puisque ce support de construction est dans la plupart des cas constitué dans une autre matière que le thermoplastique, matière qui, elle, est soluble.
La densité des pièces est également réglable car cette technique par addition de matière autorise de ne remplir que partiellement les volumes en créant un réseau en nid d'abeille - un gain apprécié pour les temps de production et la légèreté des pièces réalisées.
Le procédé a été breveté par Stratasys. Ce brevet ayant expiré en 2012, de nouveau acteurs se sont lancés dans la fabrication de machines FDM, tentant de séduire principalement les consommateurs individuels, avec des machines tels que le CUBEX de Cubify/3D System, ou le "REPLICATOR" de Makerbot/Stratasys. Ces machines sont habituellement vendues a un prix inférieur a 3 000 $ (2 500 €).

### Autres techniques d'obtention d'un prototype
- L'usinage très grande vitesse (UTGV) emploie des machines à commande numérique multi-axes ; l'inconvénient est le gaspillage de matière. On peut usiner une pièce ou son moule.
- Le fraisage numérique. Il s'agit d'une méthode soustractive.